# 1944年の航空
< 1944年
1943年の航空 - 1944年の航空 - 1945年の航空

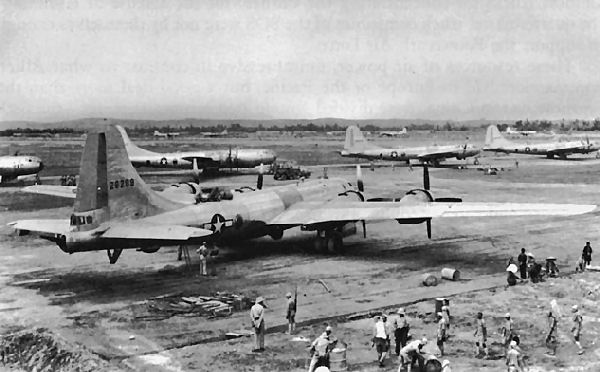
インドに展開したB-29群

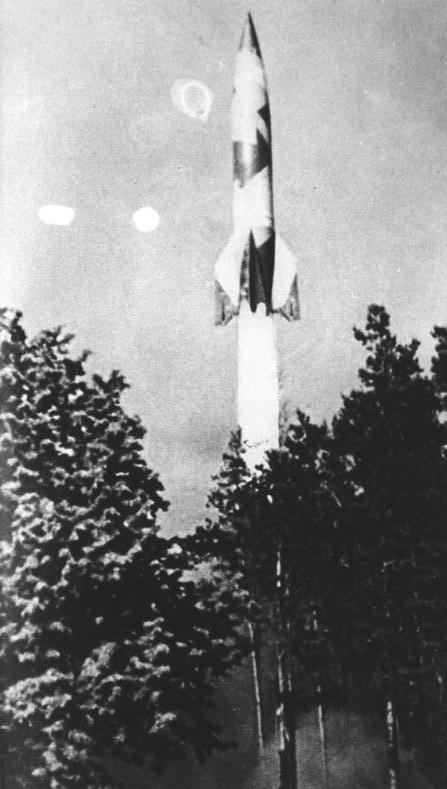
V2(A4)の発射

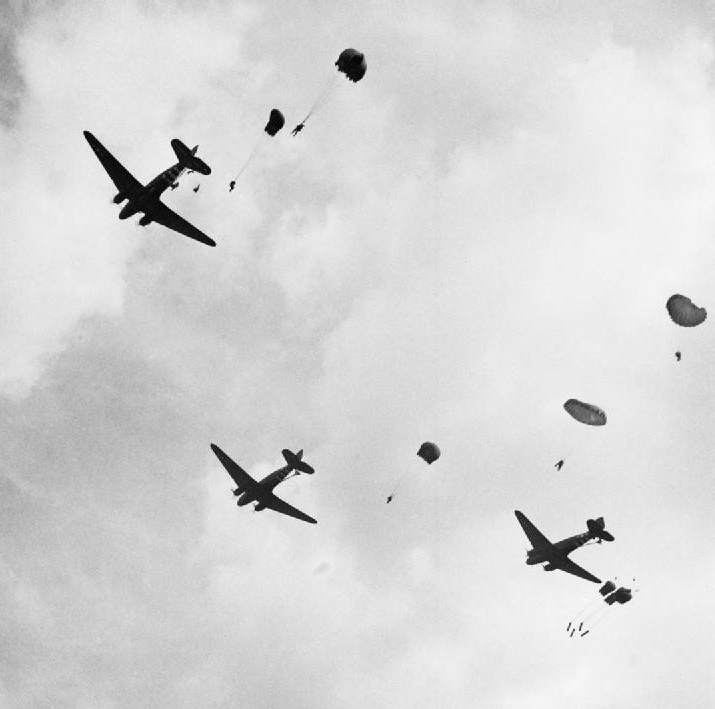
ダグラス ダコタから降下する英第一空挺師団

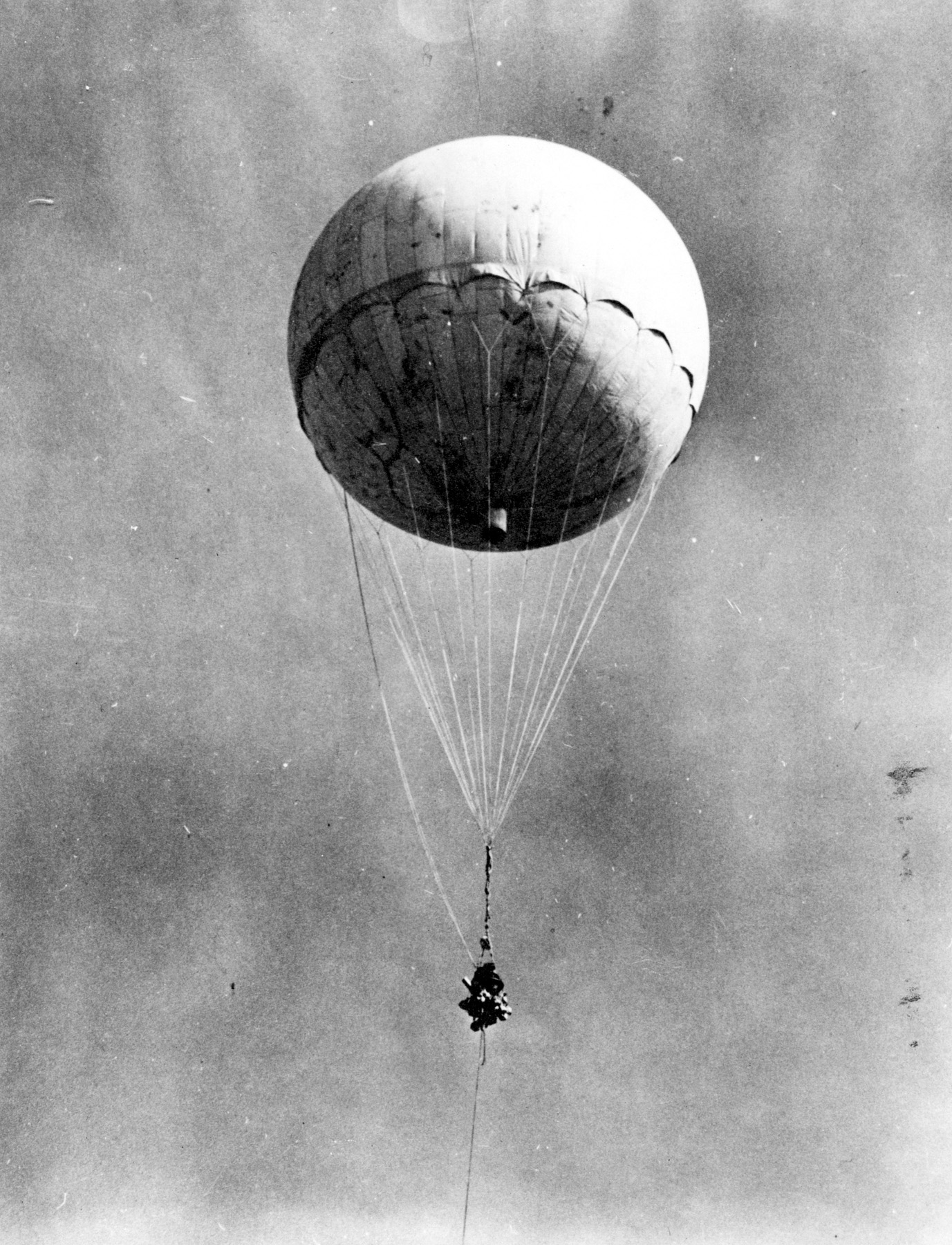
風船爆弾

## 航空に関する出来事
- 1944年 - アメリカのシルバープレート（原子爆弾投下用特殊仕様のB-29）が初飛行した。
- 1944年 - メッサーシュミット Bf 108、メッサーシュミット Me 208の製造権をSNCAN社に移管したバージョンであるノール パングァン、ノール ノラルファが初飛行した。
- 1月31日 - イタリアの急降下爆撃機サヴォイア・マルケッティ SM.93が初飛行した。
- 2月17日 - 18日 - トラック諸島の日本軍に対して大規模なアメリカ海軍による攻撃が加えられた。（トラック島空襲）
- 2月19日 - 25日 - 「ビッグウィーク」。ドイツに対するアメリカ第8空軍などによる大規模な爆撃作戦が行われた。
- 3月1日 - ドイツの全翼型戦闘爆撃機ホルテン Ho229の無動力のプロトタイプ（型式番号H IX V1）が初飛行した。
- 3月9日 - 映画『加藤隼戦闘隊』が公開された。
- 3月18日 - イタリアでヴェスヴィオ火山が噴火し周辺の飛行場で約80機のアメリカ軍機が破壊された。
- 3月31日 - 川西 二式飛行艇で移動中であった古賀峯一連合艦隊司令長官を含む日本海軍の高級士官らが遭難した。（海軍乙事件）
- 4月 - ドイツの試作高等練習機Ar 396が初飛行した。
- 6月5日 - アメリカ第20航空軍がインドからバンコクのマッカサン鉄道工場に対して初出撃をおこなった。
- 6月5日 - 6日 - ノルマンディー上陸作戦の一部としてアメリカ、イギリス軍などによる大規模な空挺降下が行われた。
- 6月6日 - ヘリコプターの先駆者であるポール・コルニュが死去した。
- 6月9日 - イギリスの重爆撃機アブロ リンカーンの試作機が初飛行した。
- 6月12日 - イギリスに対するFi 103（V1飛行爆弾）による攻撃が初めて行われた。
- 6月15日 - 八幡製鉄所に対して第20航空軍による空襲が行われ。日本本土に対する航空攻撃が本格的に始まった。（八幡空襲）
- 6月19日 - 20日 - サイパンを巡ってフィリピン海で史上最大規模の空母同士の戦いが行われた。（マリアナ沖海戦）
- 7月 - 日本初となる国産ヘリコプター 特殊蝶番レ号試作1号機がわずかに浮上したが、転倒大破した。
- 7月 - アメリカ海軍向けの試作艦上戦闘機F14Cが初飛行した。
- 7月9日 - 空中発射式のＦｉ 103による攻撃が行われ史上初めて実戦に投入された空中発射式巡航ミサイルとなった。
- 7月28日 - ライプチヒ近郊ロイナの燃料精製施設空襲に際してメッサーシュミット Me 163が出撃し、初のロケット戦闘機の実戦投入となった。
- 7月31日 - アントワーヌ・ド・サン＝テグジュペリが南フランスの偵察飛行から未帰還となった
- 8月 - ドイツの試作民間旅客機ブローム・ウント・フォス BV 144が初飛行した。
- 8月2日 - ノルマンディー地区でアラド Ar 234の試作機が偵察任務に投入された。
- 8月10日 - 第20航空軍がセイロン島チャイナ・ベイからスマトラ島パレンバンへ出撃しB-29の最長距離作戦となった。
- 8月16日 - ドイツの試作用航空機ユンカース Ju 287が初飛行した。
- 8月23日 - イギリスのフレックスルトンでコンソリーテッド B-24H リベレーターが村の中心部に墜落し、学校が巻き込まれ多くの子供を含む61人が死亡した。
- 8月26日 - アメリカ海軍の艦上攻撃機BTM（後のAM）が初飛行した。
- 9月8日 - V2ロケットによるロンドン攻撃が開始された。
- 9月17日 - オランダのアイントホーフェン、ナイメーヘンとアルンヘムに連合軍が大規模な空挺降下作戦を実施した。（マーケット・ガーデン作戦#マーケット作戦）
- 10月10日 - 16日 - アメリカの空母機動部隊が南西諸島からフィリピンにかけての地域を空襲し、日本側も大規模な反撃を行った。（台湾沖航空戦）
- 10月28日 - マリアナからのB-29による初出撃がトラック諸島の夏島に対して行われた。
- 11月1日 - ボーイング F-13 スーパーフォートレスが東京上空に進入した。
- 11月3日 - 日本陸軍が3カ所の基地から風船爆弾の放球が開始された。終戦まで9300発が放球され、361発がアメリカ合衆国で確認された。
- 11月12日 - 北部ノルウェエーで戦艦ティルピッツがイギリス爆撃機兵団の攻撃により撃沈された。
- 12月 - ロッキード YP-80A シューティングスターが評価のためヨーロッパ戦線に送られた。
- 12月6日 - ドイツの単発単座ジェット戦闘機ハインケルHe162が初飛行した。
- 12月7日 - 日本で大規模な地震が発生し名古屋周辺の航空機工業も甚大な被害を受けた。（東南海地震）
- 12月15日 - ノールダイン UC-64A ノースマンに搭乗してパリへ向かったグレン・ミラーが英仏海峡で行方不明となった。

## 1944年に初飛行した機体の画像

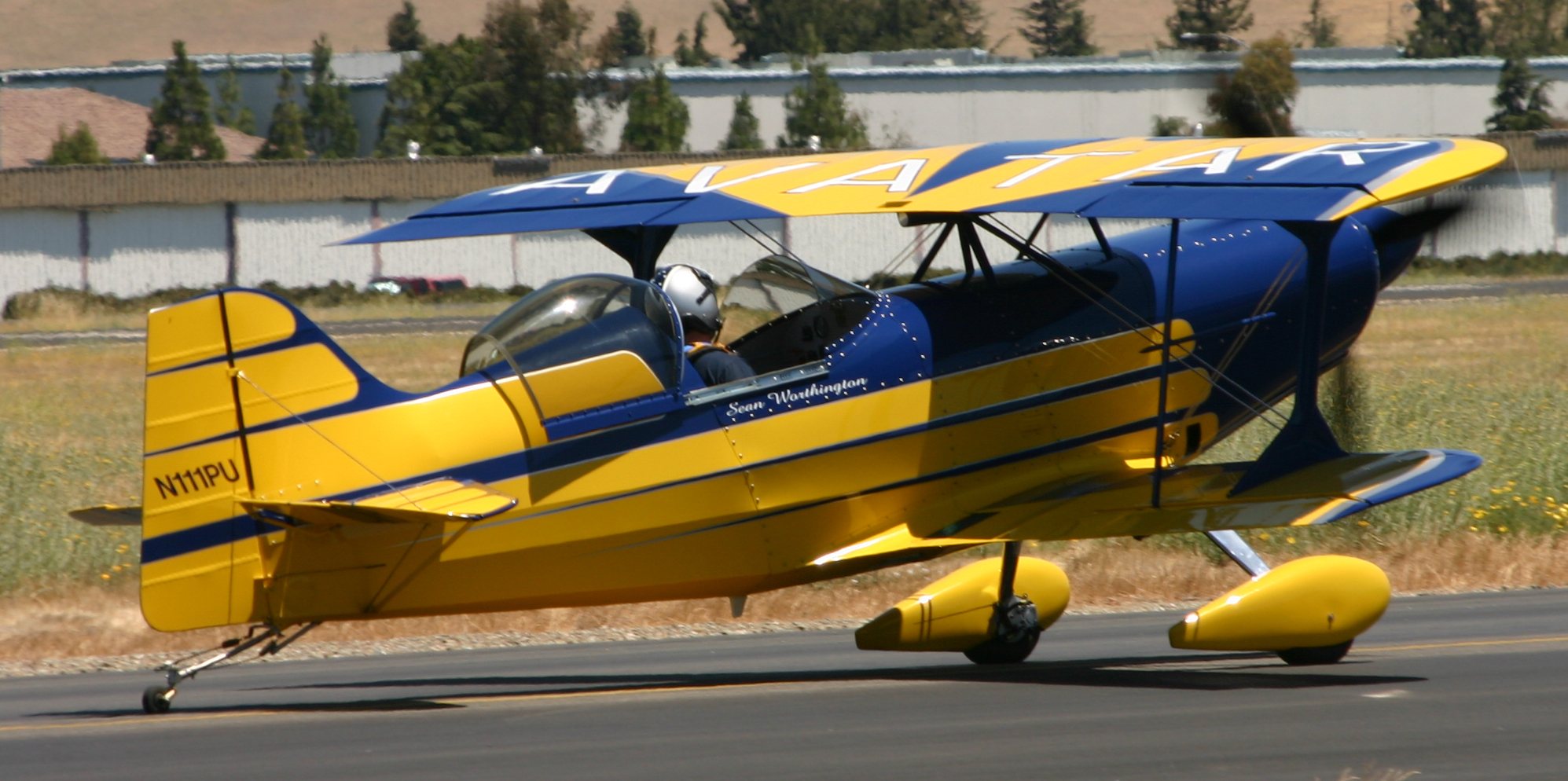
ピッツ・スペシャル
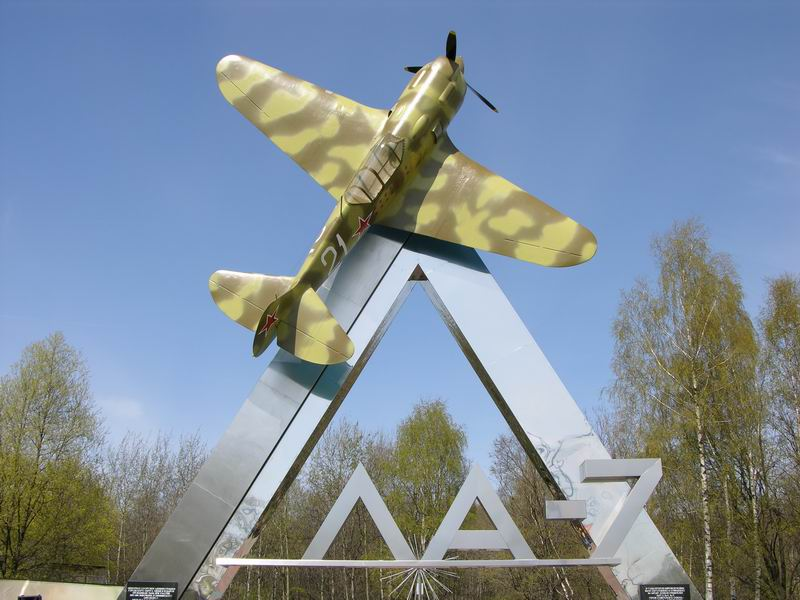
La-7
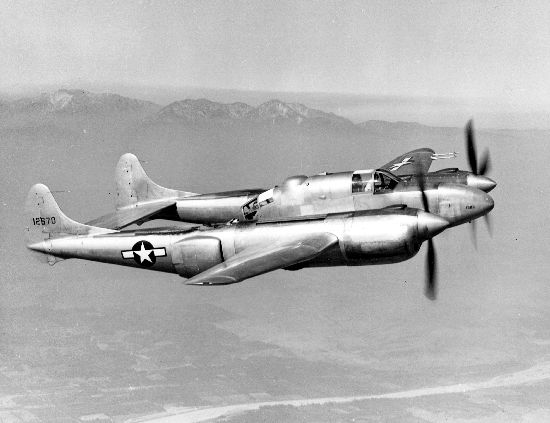
XP-58
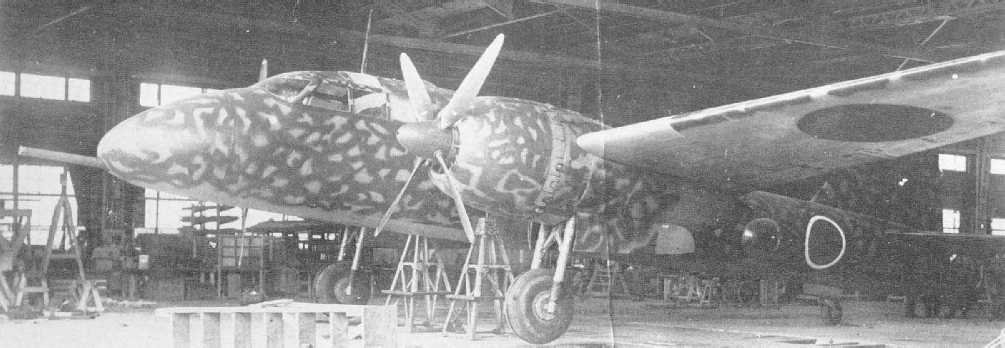
キ109
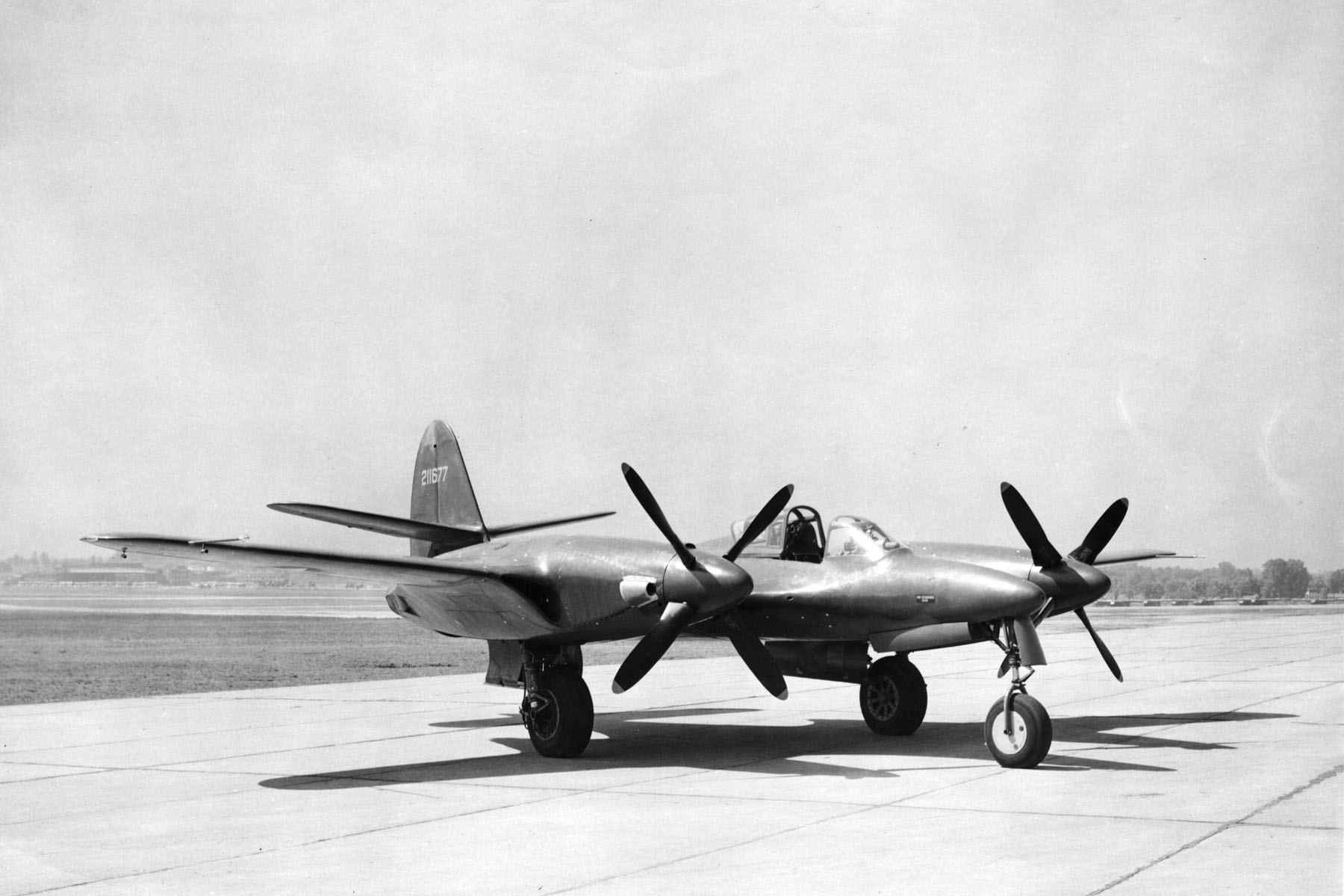
XP-67 （1月6日）
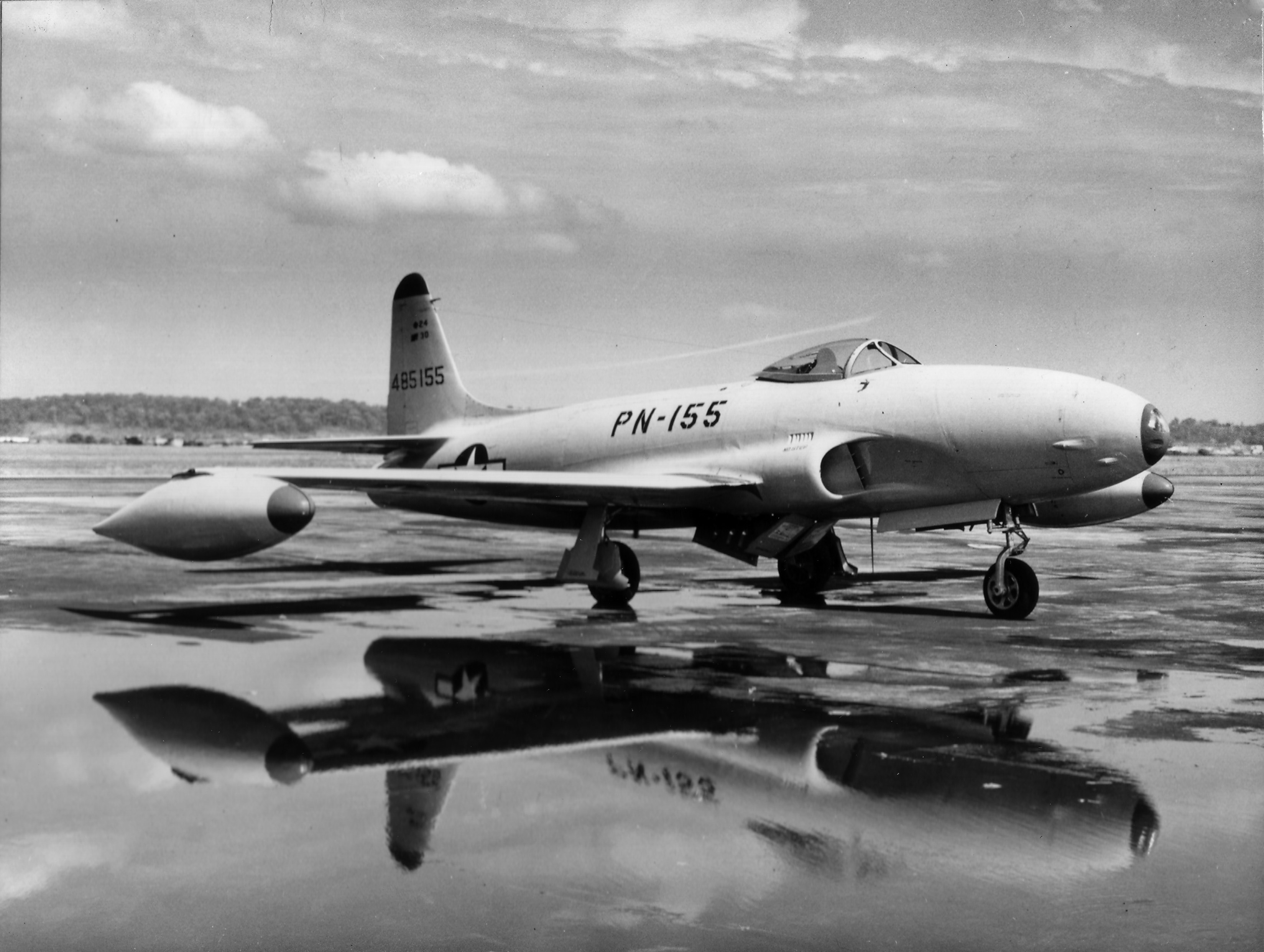
F-80 （1月8日）
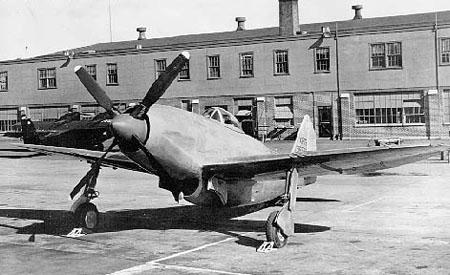
XP-72 （2月2日）
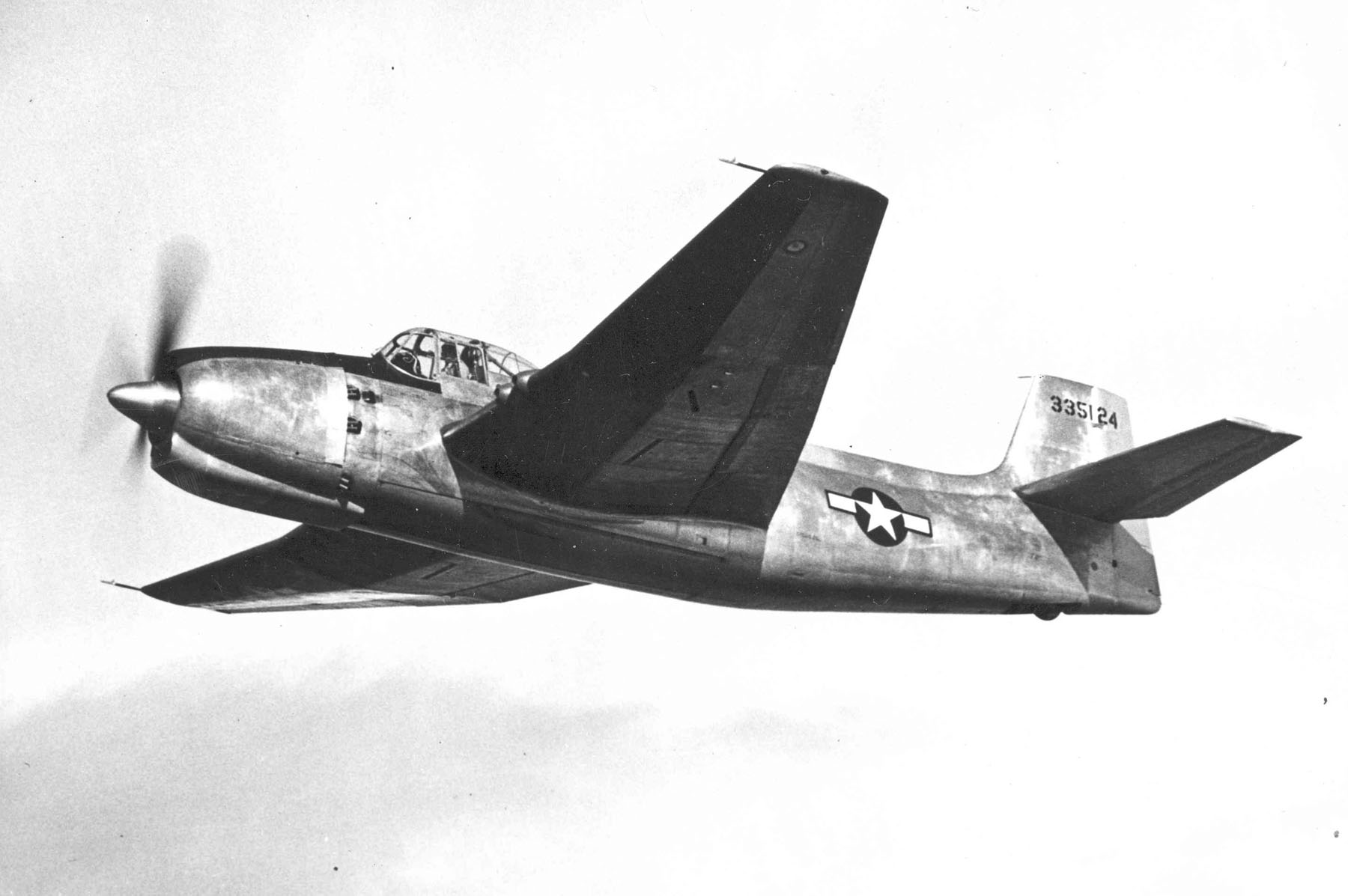
XA-41 （2月11日）
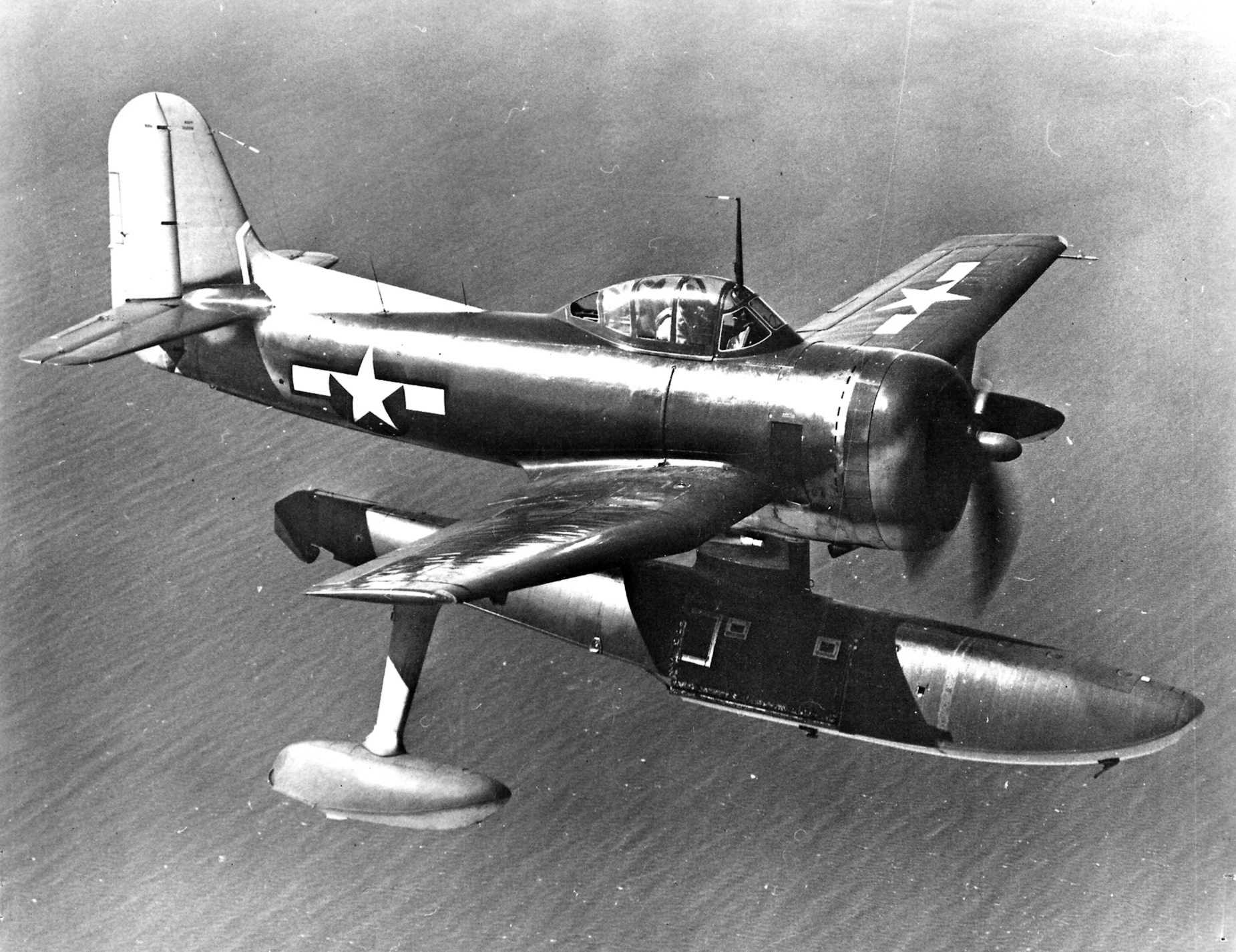
SC （2月16日）
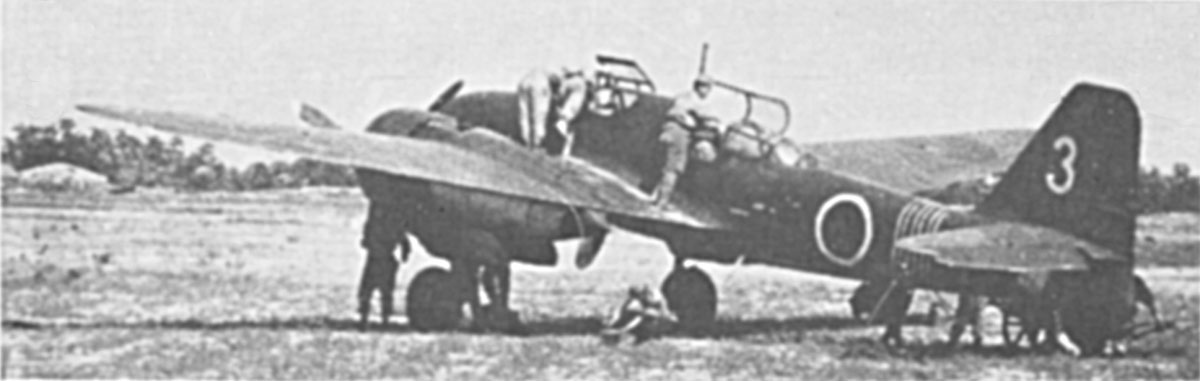
キ102乙 （3月）
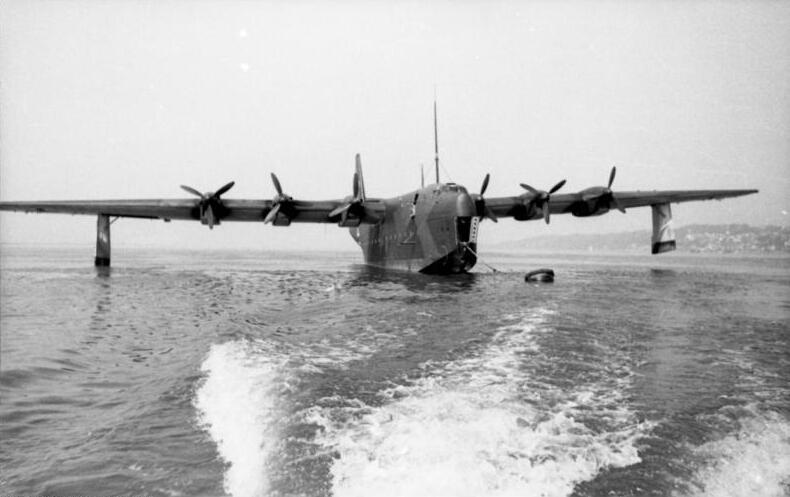
BV 238 （3月11日）
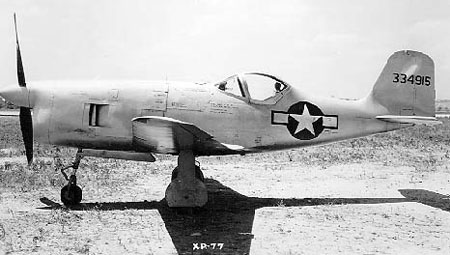
ベル XP-77 （4月1日）
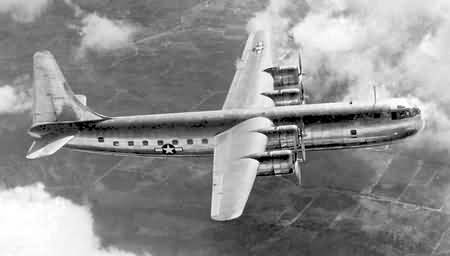
R2Y （4月15日）
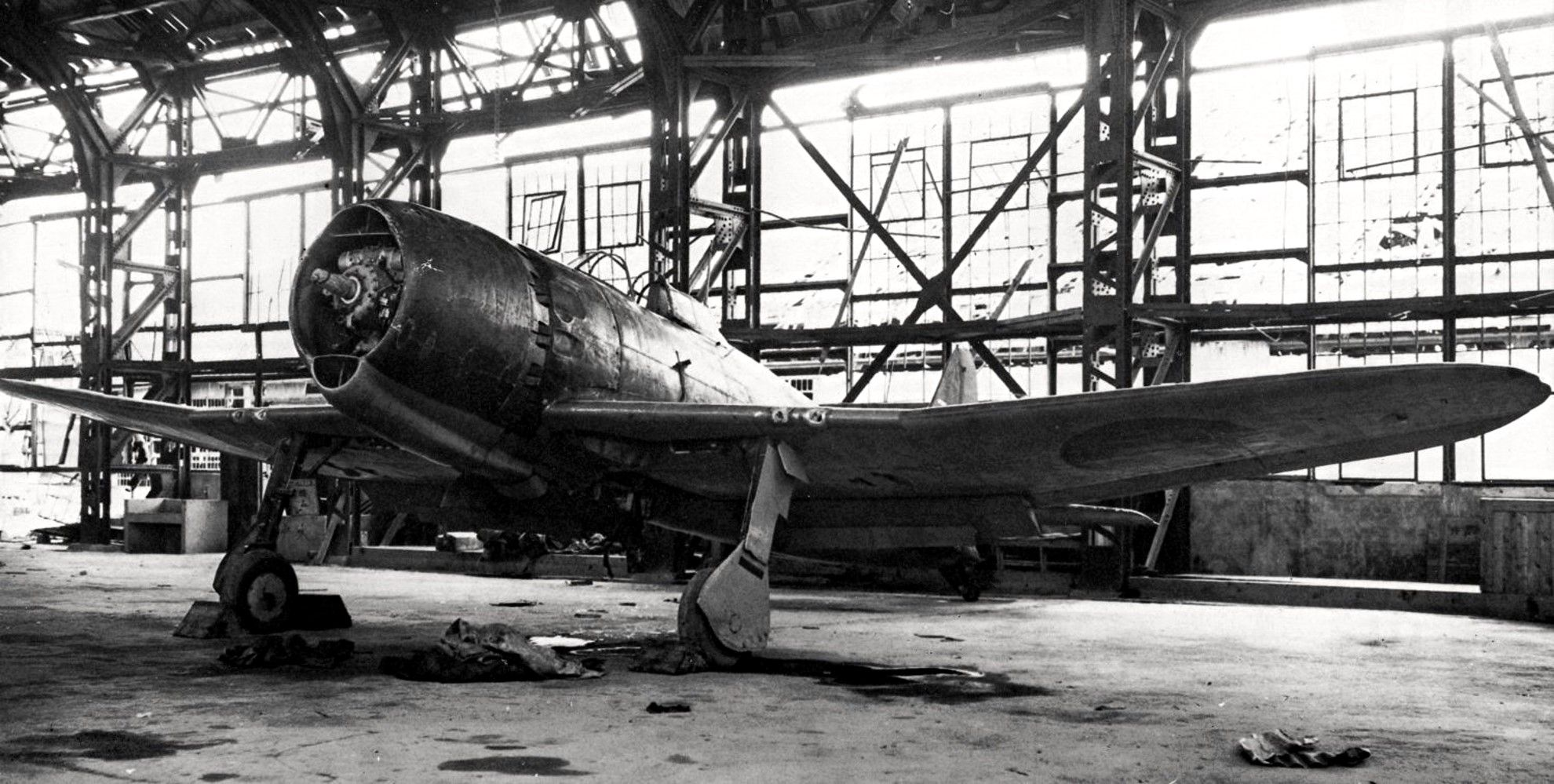
烈風（試作3号機） （5月）
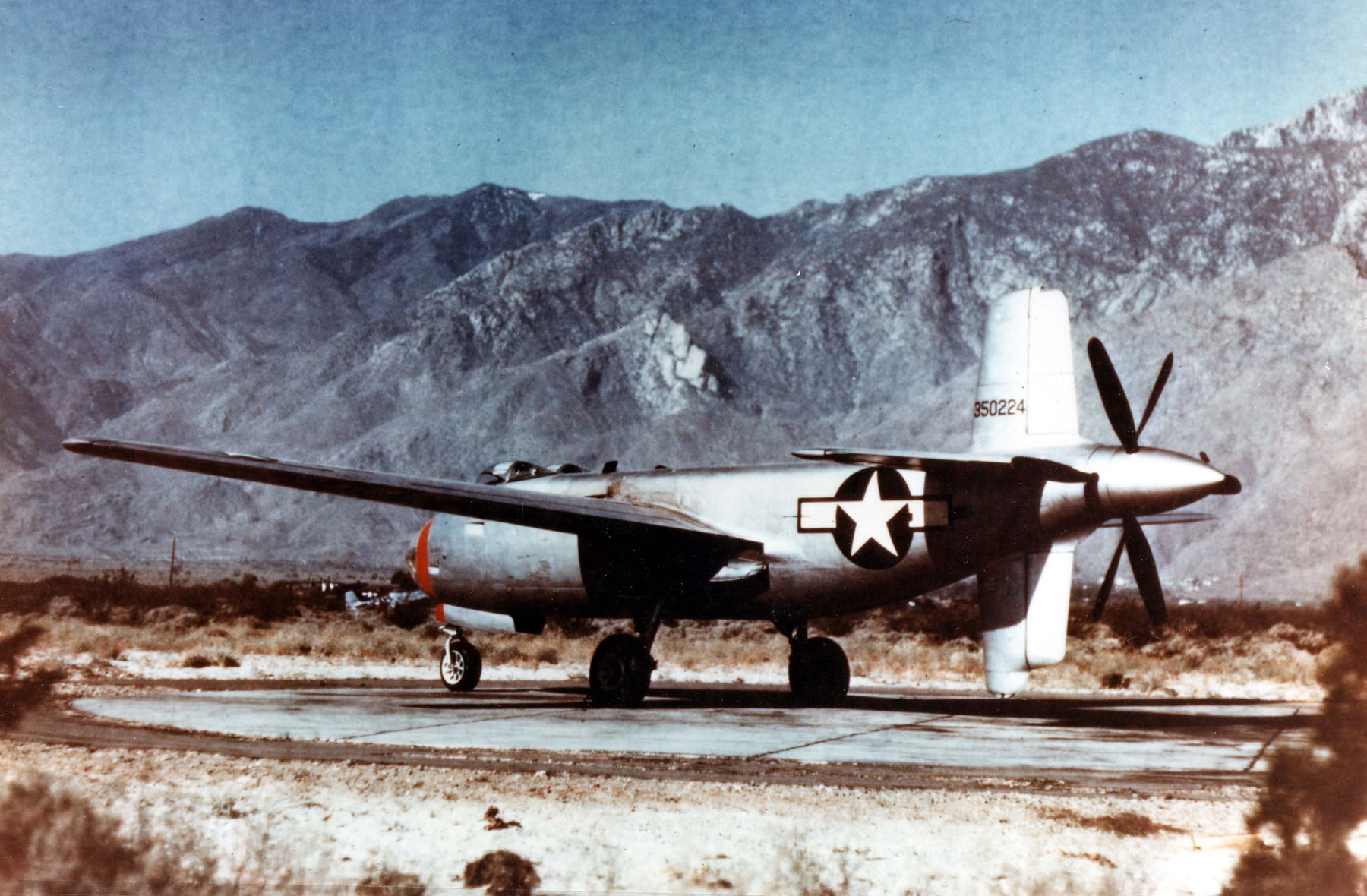
XB-42 （5月6日）
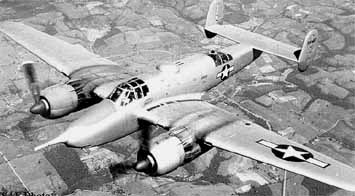
XA-38 （5月7日）
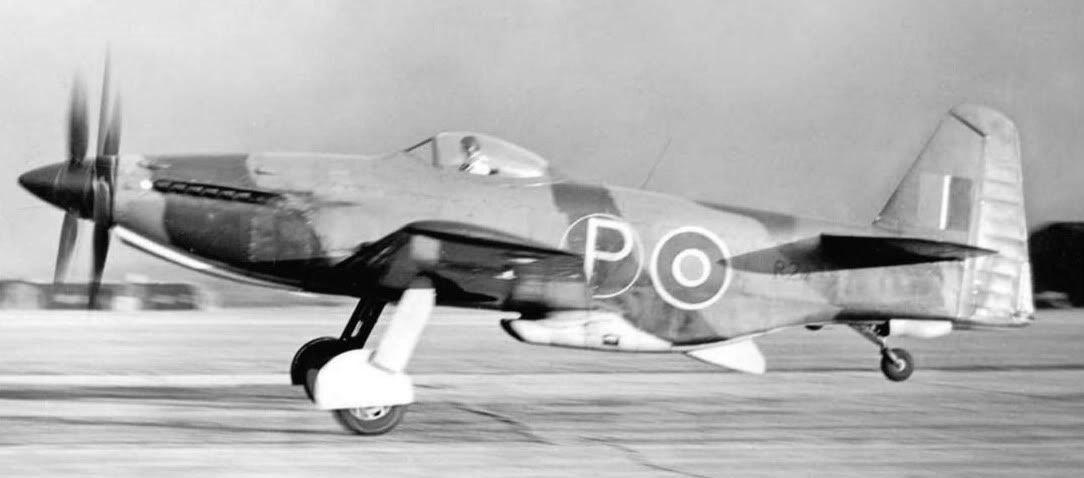
マーチン・ベイカー MB 5 （5月23日）
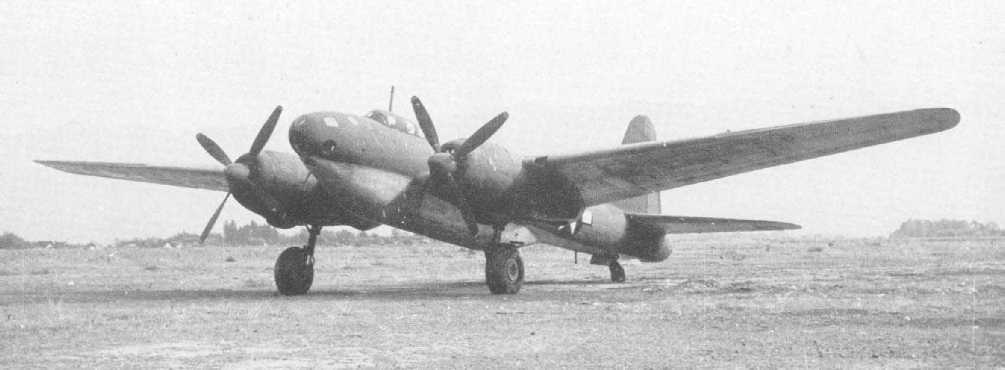
キ74 （5月25日）
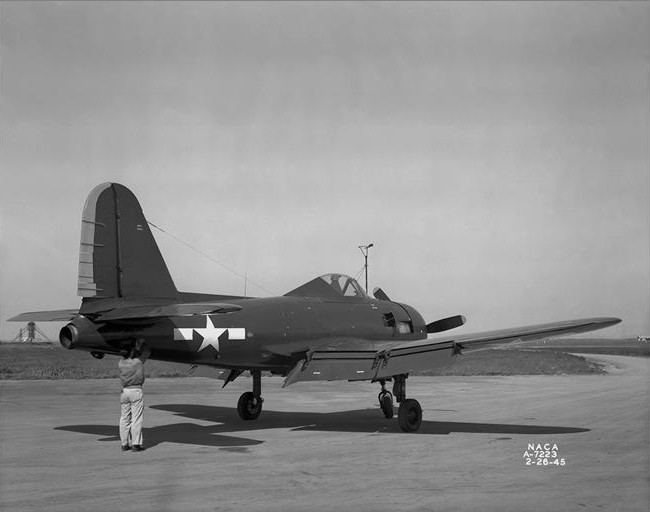
ライアン FR ファイアボール （6月25日）
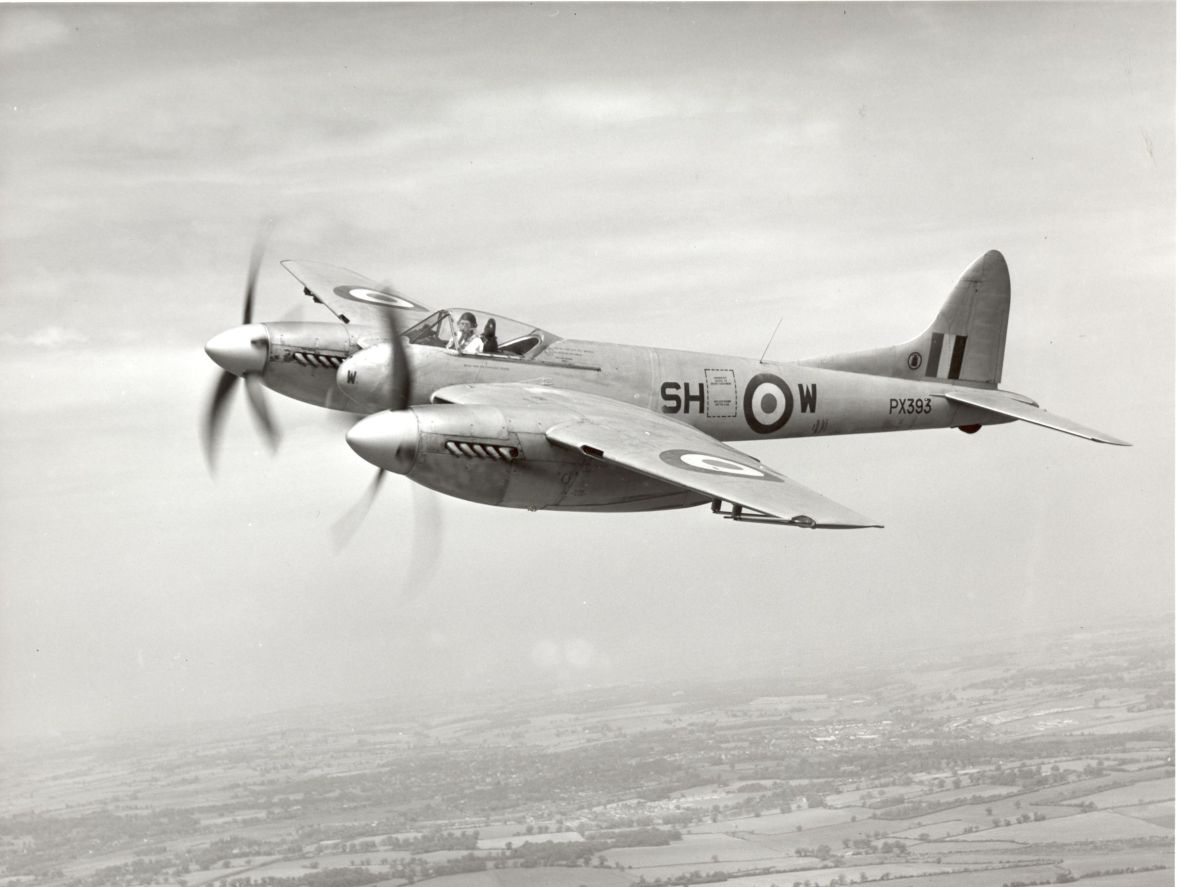
デ・ハビランド DH.103 ホーネット （7月）
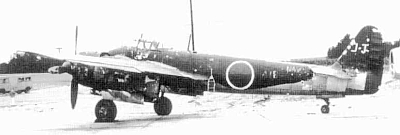
天雷 （7月）
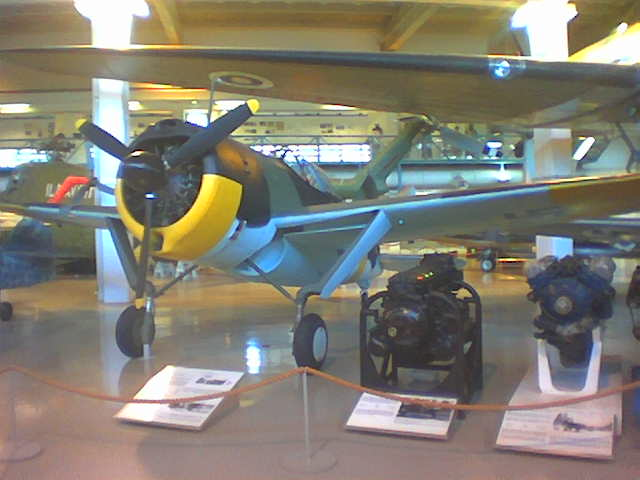
VL フム （8月8日）
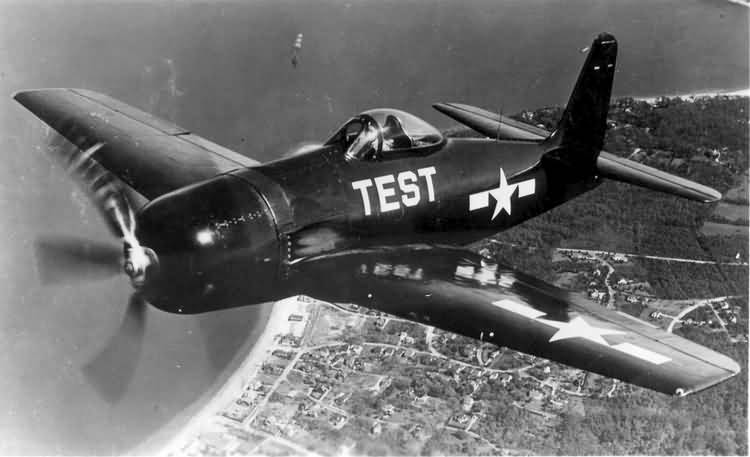
XF8F-1（G-58） （8月21日）
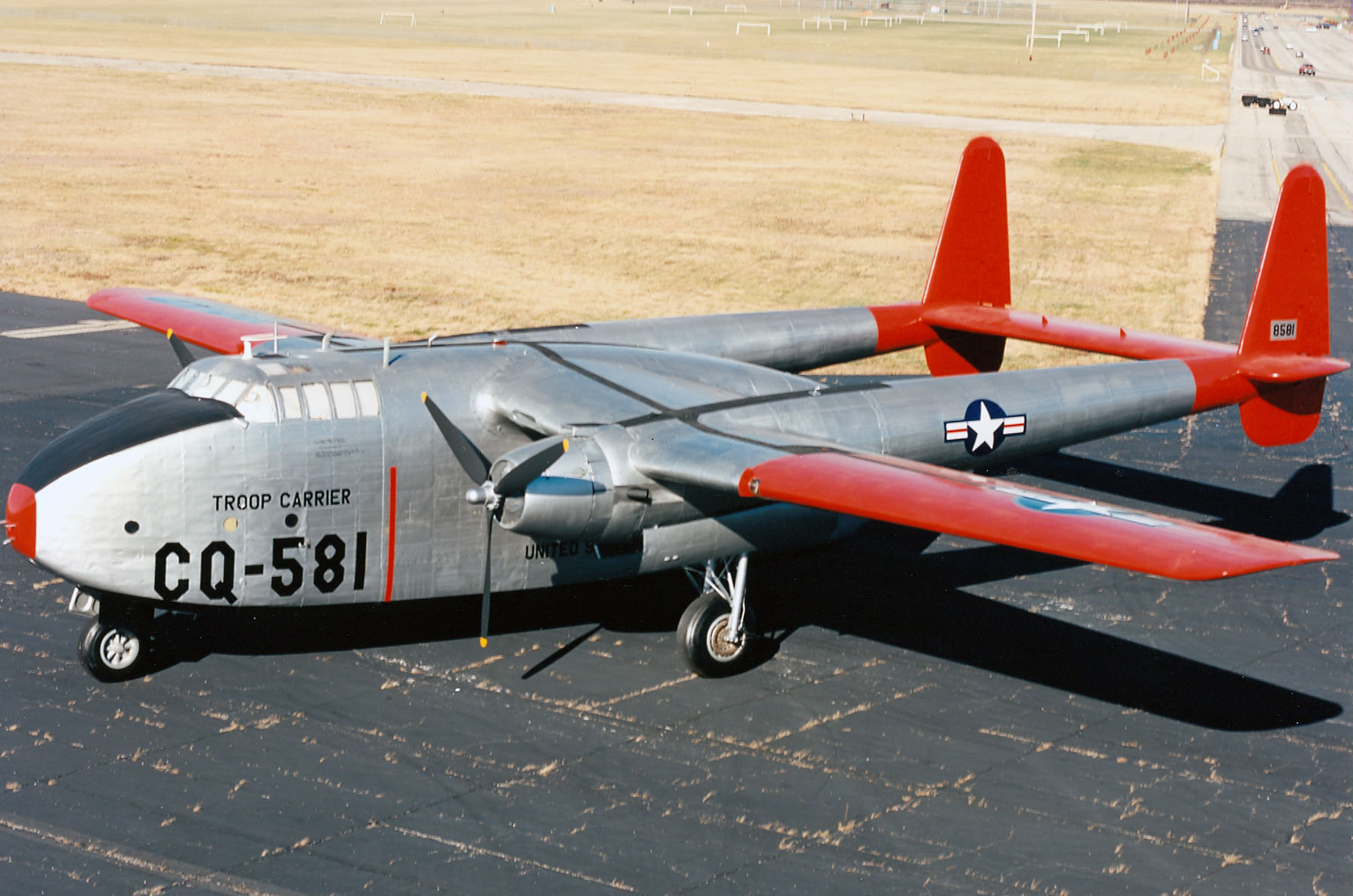
C-82 パケット （9月）
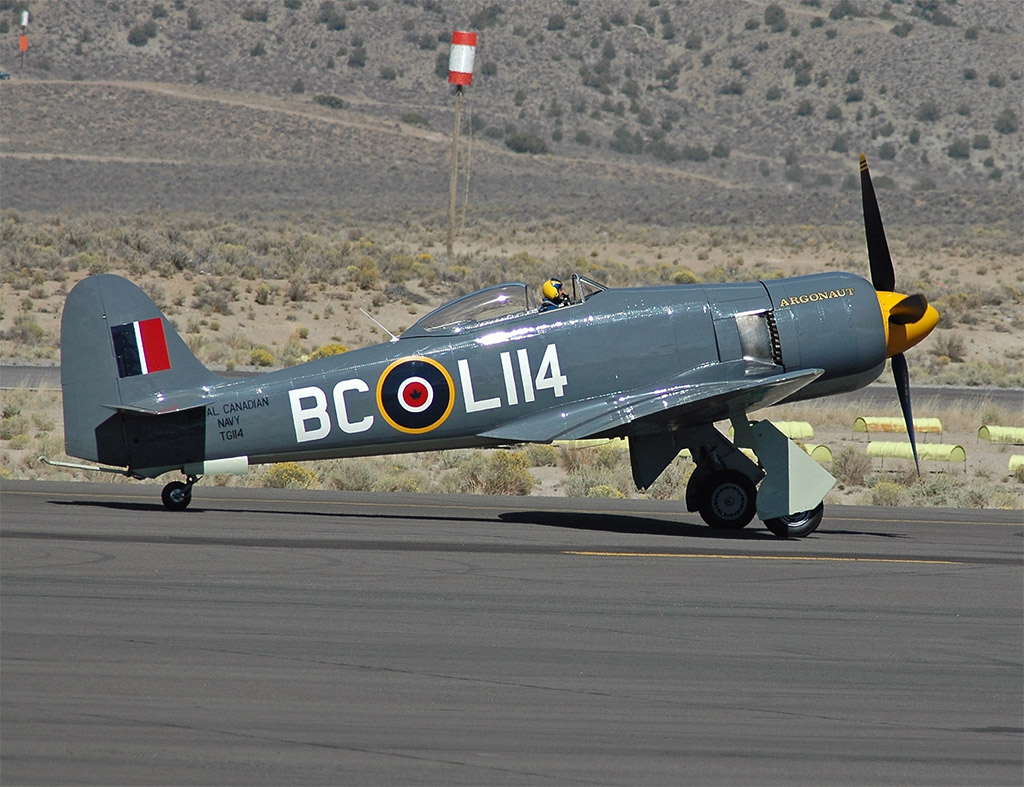
ホーカー シーフューリー （9月）
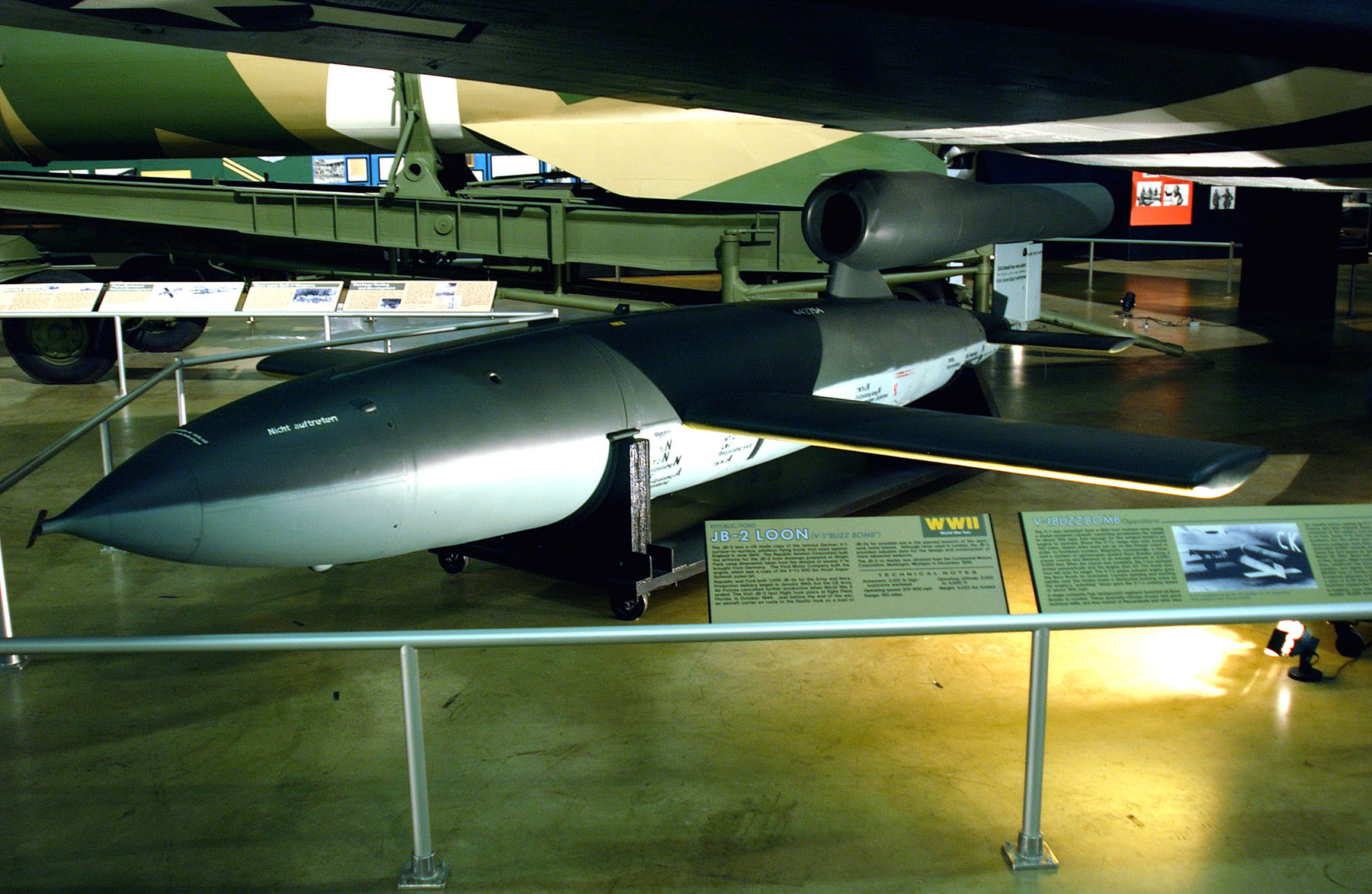
JB-2ルーン （10月）
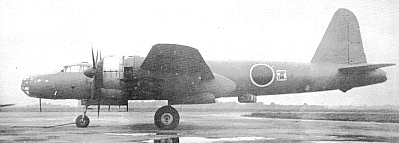
連山 （10月）
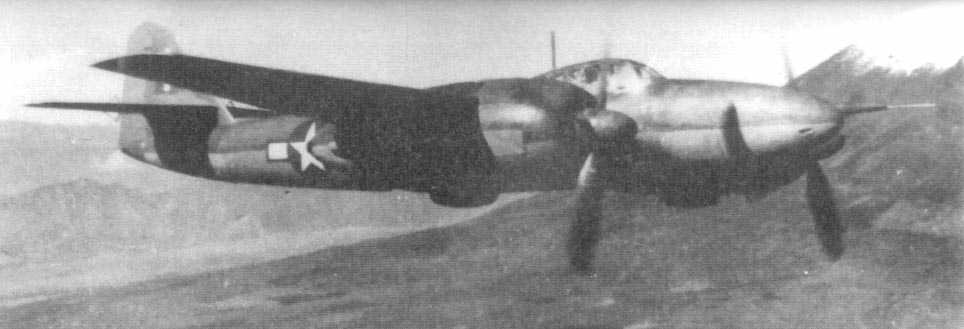
キ83 （11月）
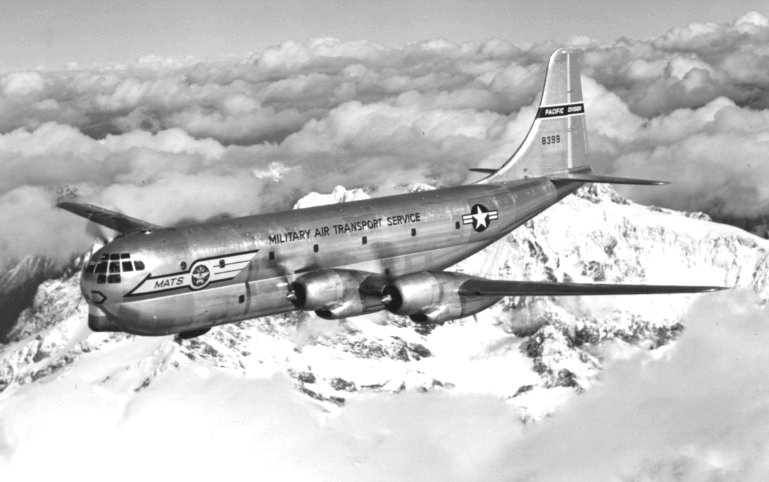
C-97ストラトフレイター （11月15日）
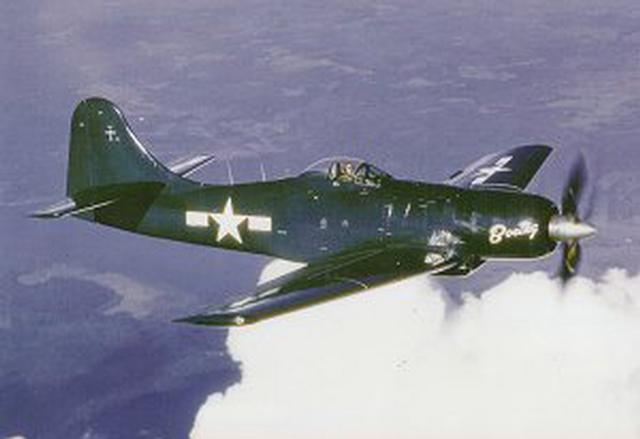
XF8B （11月27日）
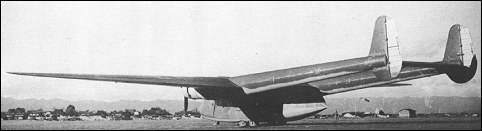
国際 キ105 （12月）
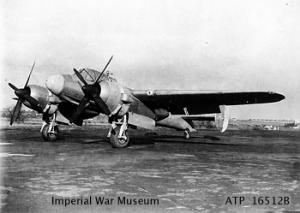
ブリストル ブリガンド （12月4日）
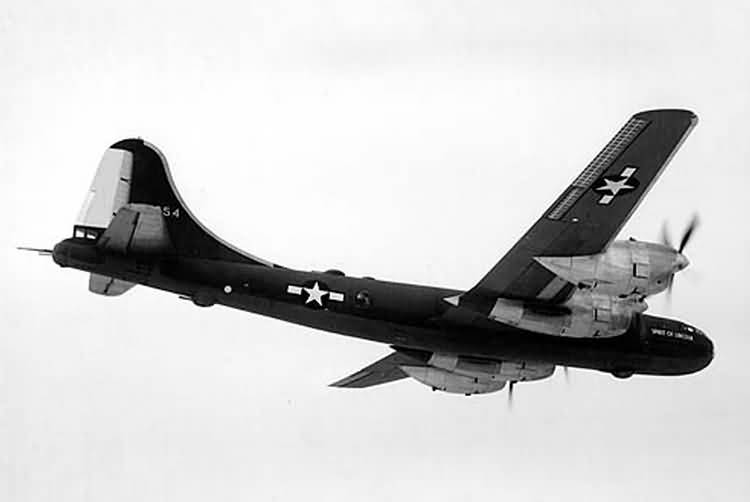
XB-39 （12月9日）
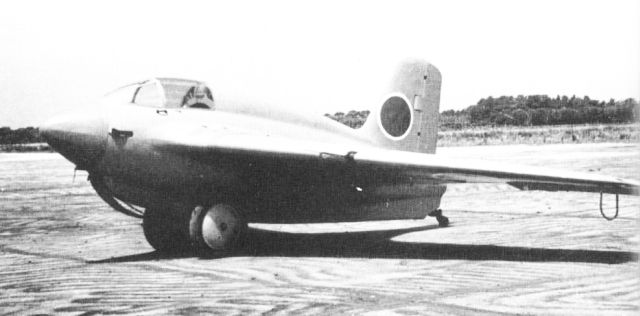
秋草 軽滑空機 （12月26日）